# Aeroportul Lizard Island
Aeroportul Lizard Island (IATA: LZR, ICAO: YLZI) este un aeroport din Queensland, Australia.
Situat la o altitudine de 21 m, aeroportul dispune de o singură pistă. Este operat de Delaware North⁠(d).